# Pellionia vanhasseltii
Pellionia vanhasseltii är en nässelväxtart som beskrevs av L. S. Gibbs. Pellionia vanhasseltii ingår i släktet Pellionia och familjen nässelväxter. Inga underarter finns listade i Catalogue of Life.